# Шахтарі (фільм)
«Шахтарі» (рос. «Шахтёры») — російський радянський художній фільм, знятий на кіностудії Ленфільм в 1937 році Сергієм Йосиповичем Юткевичем. Інша назва фільму «Садовник».
Фільм «Шахтарі» став першою великою роллю в кіно для  Марка Бернеса. До цього Бернес знімався тільки в епізодичній ролі у фільмі «Ув'язнені».

## Сюжет
Семен Примак за направленням обкому приїжджає в одне з невеликих містечок Донбасу і відразу ж вступає в боротьбу з начальником шахти Чубом, який в обстановці безперервної штурмівщини грає на руку троцькістам і бандитам, що орудують на шахті. Отримавши моральну підтримку у нового секретаря, найкращий забійник шахти Матвій Бобильов здійснює новий метод видобутку вугілля і, всупереч задумам ворожого угруповання, знаходить широкий відгук серед шахтарів Донбасу.

## Знімальна група
- Режисер: Сергій Юткевич
- Автор сценарію: Олексій Каплер
- Оператор: Жозеф Мартов

## У ролях
- Борис Дмитрович Пославський — Семен Петрович Примак
- Юрій Володимирович Толубеєв — Василь Іванович Чуб
- Володимир Лукін — Матвій Бобильов
- Ніна Русинова — Ольга Бобильова
- Зоя Федорова — Галка
- Марк Бернес — Красовський
- Юхим Альтус — Юхим
- Олексій Матов — садівник Петро Цезаревич
- Ольга Беюл — Горпина Василівна (дружина садівника)
- Степан Каюков — Лошадьов
- Олександр Андрієвський — Белза
- Костянтин Сорокін — Хромченко
- Олександр Чистяков — Никанор